# ليلي ديفيرو بلايك
ليلي ديفيرو بليك (بالانجليزية: Lillie Devereux Blake) (الاسم القلمي: تايغر ليلي) (من مواليد 12 أغسطس 1833 – 30 ديسمبر 1913) هي ناشطة نسوية وداعية إصلاح وكاتبة أمريكية. وُلدت في مدينة رالي بولاية كارولاينا الشمالية وتلّقت تعليمها في مدينة نيو هيفن بولاية كونيتيكت.
في سنواتها الأولى، كتبت بلايك عدة روايات وبعض المقالات الصحفية. في عام 1869، أصبحت مهتمة بحركة المطالبة بحق المرأة في الاقتراع وكرَّست نفسها لدعم الإصلاح وترتيب المؤتمرات وعقد الاجتماعات العامة وكتابة المقالات والسفر أحيانًا لإلقاء المحاضرات. تُعتبر بلايك امرأة ذات عواطف قوية وطابع تقليدي مميز إذ لم تسمح لعملها بالتأثير على واجباتها المنزلية فهي كانت تعمل خارج مدينة نيويورك في الصيف فقط. في عام 1872، نشرت رواية تحت عنوان مقيدة مدى الحياة، التي تهدف إلى إظهار العديد من العيوب التي تعمل المرأة في ظلها. وفي عام 1873، قدمت طلبًا إلى كلية كولومبيا للشابات والشبان، وعملت على تأهيل دخول مجموعة من الطالبات إلى الجامعة ما أدى إلى إنشاء كلية برنارد.
في عام 1879 تم الإجماع على انتخابها لمنصب رئيس جمعية حقوق المرأة في ولاية نيويورك، واستمرت بشغل هذا المنصب مدة أحد عشر عامًا. وخلال تلك الفترة، اعتادت القيام بجولات في أنحاء الدولة في كل صيف، وتنظيم المؤتمرات والحملات التشريعية وإلقاء الخطابات عدة مرات أمام لجان مجلس الشيوخ والجمعية. وفي عام 1880، أُقرّ قانون حق المرأة في التعليم، نتيجةً لما بذلته من جهود كبيرة، وفي كل عام، كانت تُقدم مشاريع قوانين حق الاقتراع للمرأة ضمن أحد فروع الهيئة التشريعية. في عام 1883، قدَّم القس مورغان ديكس، سلسلة من الخطابات التي تتناول موضوع «المرأة» إذ قدَّم رأيًا أكثر تحفظًا بشأن واجباتها. أجابته بلايك في محاضرة دعت فيها إلى أفكار أكثر تقدمًا مما قاله القس مورغان. وقد نشرت مقالًا بعنوان «مكان المرأة اليوم» (نيويورك) وحصدت مبيعات بأعداد كبيرة. من بين الإصلاحات التي اهتمت بها بلايك تلك الإصلاحات التي تهدف إلى تأمين الرعاية للنساء المحتجزات في مراكز الشرطة. في عام 1871، عارضت إدارة شرطة مدينة نيويورك ما طرحته بلايك بالكامل لكنها استمرت في إثارة هذا الموضوع ليصل تأثيره إلى الشعب، وفي عام 1891 صدر قانون يقضي بإقرار هذا الإصلاح.
حثَّت بلايك على فكرة توظيف النساء عام 1880. أُصدرت قوانين أُقرّ من خلالها وجود طبيبة في كل مكان تُحتجز فيه النساء. في عام 1886، انتُخبت بلايك لمنصب رئيس جمعية حقوق المرأة في مدينة نيويورك. حضرت بلايك عدة مؤتمرات وألقت خطاباتها في معظم الولايات والأقاليم الأمريكية وأمام لجان مجلسي الكونغرس ومجلس النواب في نيويورك وكونيتيكت. في الوقت ذاته، واصلت بلايك عملها الأدبي. اشتُهرت بكونها كاتبة لبِقة ومنطقية ومتحدّثة بليغة ومُضيفة فاتنة، إذ مثّلت استقبالاتها الأسبوعية من بين عوامل الجذب في الأوساط الأدبية والإصلاحية.

## حياتها المهنية

### الرابطة التشريعية الوطنية
استمرت بلايك في دعم الرابطة التشريعية الوطنية إذ عملت على تحسين قوانين الهجرة للمرأة وتعزيز المساواة في المجتمع. وبالإضافة إلى ذلك، ساعدت بلايك في تقديم معاشات لممرضات الحرب الأهلية، وعملت على منح الأمهات حضانة مشتركة لأطفالهن. وعبّرت عن رغبتها بإشراك المرأة في الشؤون المدنية وتشجيعها على دراسة القانون في الجامعة.

### المطالبة من أجل الحصول على التعليم المشترك
كانت بلايك من بين الداعين النشطين للحركة التي أسفرت عن تأسيس كلية برنارد. وفي عام 1869، زارت مجلس المرأة في نيويورك، وبدأت بالتحدث في جميع أنحاء الولايات المتحدة دعمًا لمنح المرأة حق الاقتراع. اكتسبت سمعة باعتبارها مفكرة حرة واكتسبت الشهرة عندما هاجمت محاضرات القس مورغان ديكس، وهو رجل دين أكد أن دونية المرأة لطالما كانت فكرة مدعومة في الكتاب المقدس. إذ دحضت هذه الأقاويل من خلال مقال لها بعنوان مكان المرأة اليوم، مؤكدة أنه في حال كانت حواء أدنى من آدم لأنها خُلقت بعده، إذًا، بالمنطق ذاته، فإن آدم أدنى من الأسماك.

## وصلات خارجية
- ليلي ديفيرو بلايك على موقع الموسوعة البريطانية (الإنجليزية)

- أعمال أو نبذة عن ليلي ديفيرو بلايك على أرشيف الإنترنت